# Love Myself (песня Хейли Стайнфелд)
«Love Myself» — дебютный сингл американской актрисы и певицы Хейли Стайнфелд. Она была выпущена 7 августа 2015 года лейблами Republic Records и Universal Music Group в качестве лид-сингла из её дебютного мини-альбома Haiz. Авторами выступили Маттиас Ларссон, Робин Фредерикссон, Оскар Холтер, Джулия Майклз и Джастин Трантер, продюсерами выступили Холтер и Mattman & Robin.
Лирически песня сосредоточена на уверенности в себе и в средствах массовой информации упоминается как «ода к мастурбации». Песня получила положительные отзывы от критиков, которые высоко оценили голос и стиль Стайнфелд, положительно сравнивая с Тейлор Свифт и Селеной Гомес. Песня достигла 30-го места в чарте Billboard Hot 100, 6-го в чарте Dance Club Songs и 15-го в чарте Billboard Pop Songs.

## Предыстория и выход
Стайнфелд получила признание как певица после исполнения песни «Flashlight» в фильме «Идеальный голос 2», в котором она также снялась. Она подписала контракт с Republic Records в начале 2015 года. Песня была выпущена 7 августа 2015 года. Billboard заметил, что

18-летняя девушка, которая показала миру свои навыки в роли выдающийся новичка в «Идеальном голосе 2», привносит всю уверенность в себя, которая может понадобиться девушке, в гимн расширения прав и возможностей

## Музыка и слова
Песня была описана как «сладкий, приятный поп-джем». В словах присутствуют фразы «I’m gonna put my body first/And love me so hard ’til it hurts» и «I’m gonna touch the pain away/I know how to scream my own name»; в музыкальном клипе Стайнфелд носит купальник с надписью «самообслуживание». Это побудило многих поклонников и СМИ назвать песню «одой мастурбации». Согласно musicnotes.com, песня написана в тональности соль минор, с последовательностью аккордов Cm7-Gm7-B♭-Cm-Eb2, темп 120 ударов в минуту

## Темы и анализ
Ди Локетт из Vulture отметила, что Стайнфелд «сделала свою оду мастурбации достаточно подсознательной, чтобы пролететь над головой менее вовлечённого родителя, и её сладкое TeenNick-уместное производство, вероятно, также не вызовет никаких подозрений». Она также указала на феминистский объектив песни, говоря, что если «Love Myself» означает, что музыкальная индустрия «может наконец-то позволить молодым женщинам-поп-звездам перестать притворяться, что мужчины — это единственный способ, от которых они могут уйти, то Хейли Стайнфелд, возможно, просто бросила своё имя в разговор о новом феминистском поколении поп-музыки».
Сама Стайнфелд заявила, что смысл песни должен быть интерпретирован слушателем, «но для меня это запись расширения прав и возможностей, и в конечном итоге речь идёт о заботе о себе и потакании себе, будь то эмоционально, физически или материальные вещи». Стайнфелд отметил в интервью MTV, что «есть это чувство бесстраши, которое, как я думаю, произошло именно от этого слова: просто быть бесстрашным и иметь возможность как бы выставить себя там».

## Отзывы критиков

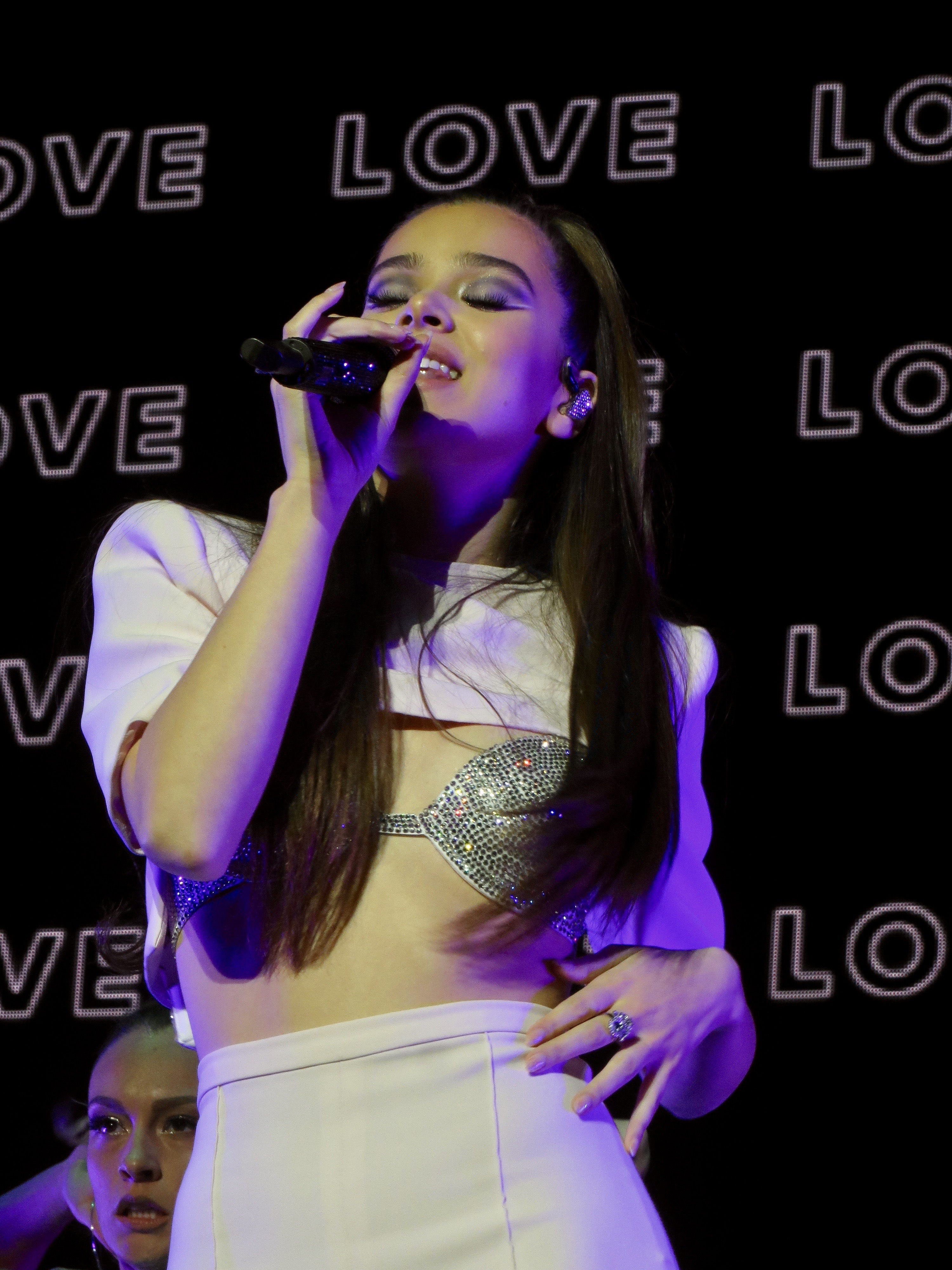
Стайнфелд исполняет песню на Witness Tour в 2017 году

Песня получила положительные отзывы. Брук Паулинг Стеннет Из The Young Folks написала, что она «показывает большой потенциал через свою дебютную композицию», назвав её «солидным дебютом для молодой Стайнфелд, которой сейчас восемнадцать лет, и она готова сделать себе имя». Она действительно чувствовала, что тенденция 2015-2016 годов к «позитивному отношению к телу» не очарована в песне, но отметила, что это всё ещё «весёлая песня, которая находится в том же ключе, что и новый стиль, к которому такие артисты, как Тейлор Свифт, Селена Гомес и One Direction, толкают, когда они освобождаются от своих невидимых цепей подросткового и невинного статуса тини-бопа» The Independent также похвалил композицию, сказав, что она «оставляет любого слушателя чувствовать себя сильным и счастливым с собой». Они также назвали песню «поп-блаженством», восхваляя уникальный голос Хейли и сравнивая его с Туве Лу и Арианой Гранде. Они продолжили, что «если это то, что [Стайнфелд] может предложить на своём дебюте, то она артистка, на которую стоит обратить внимание»
Ди Локетт из Vulture также похвалила песню, отмечая «глазурь для вокального стиля Стайнфелд в композиции, который безошибочно находится под влиянием Свифт. Она также сравнила песню «down to the shout-sung 'I love me!' hook» с Кендриком Ламаром. Она также сравнила песню с песней Селены Гомес «Good for You», отметив, что Стайнфелд также «празднует сексуальное пробуждение». Мэдлин Рот из MTV назвала Стайнфелд «бесстрашной поп-звездой», отметив, что она «вышла из ворот с гимном саморасширения», который «отделяет её от стаи поп-звезд, которые пришли до неё». Она также сравнила «Love Myself» с дебютными синглами Бритни Спирс, Кристины Агилеры, Мэнди Мур, Джессики Симпсон, Селены Гомес и Тейлор Свифт («…Baby One More Time», «Genie In a Bottle», «Candy», «I Wanna Love You Forever», «Come & Get It» и «Tim McGraw» соответственно). Рот добавила, что песня — «сильное заявление для 19-летней, и в некотором смысле, это то, что может сделать только кто-то такой молодой и оптимистичный, как она».

## Коммерческий успех
Песня достигла 30-го места Billboard Hot 100, 6-го чарте Dance Club Songs и 15-го в чарте Billboard Pop Songs. На последнем песня дебютировала на 27-м места, став самым высоким дебютом для сольной исполнительницы в чарте за 17 лет, со времён песни Натали Имбрульи «Torn».

## Использование
Песня была представлена в нескольких саундтреках, фильмах и телесериалах. В 2015 году песня была включена в саундтрек к фильму «Джем и голограммы». Песня также была представлена в фильме «Секса не будет!!!». Ким Ренфро из Insider прокомментировала, что «гимн звучит на протяжении всего фильма» и что песня «доводит послание домой». Песня также прозвучала во франшизе Love Island, сериале «Старгёрл», фильме «В активном поиске» и на мероприятиях World of Dance.

## Музыкальный клип
Музыкальный клип, режиссёром которого выступила Ханна Люкс Дэвис, вышло 14 августа 2015 года. В клипе Стайнфелд танцует в Лос-Анджелесе с несколькими другими людьми.

## Список композиций
- Digital download[1]

1. "Love Myself" – 3:38

- Love Myself (Remixes) – EP[24]

1. "Love Myself" (Fareoh Remix - Extended) – 4:47
2. "Love Myself" (KREAM Remix) – 3:41
3. "Love Myself" (Riddler Remix) – 5:05
4. "Love Myself" (Toy Armada & DJ GRIND Club Mix) – 6:11

## Участники записи
- Маттиас «Mattman» Ларссон – автор, бэк-вокал, продюсер
- Робин Фредрикссон – автор, бэк-вокал, продюсер
- Оскар Холтер – автор, инженер, продюсер
- Хейли Стайнфелд – основной вокал
- Джулия Майклз – автор, бэк-вокал
- Джастин Трантер – автор, бэк-вокал
- Макс Мартин – перкуссия
- Джон Хейнс – помощник звукорежиссёра
- Джон Крэнфилд – помощник звукорежиссёра
- Сербан Генеа – микшер
- Том Койн – мастеринг-инженер
- Randy Merrill – мастеринг-инженер

Согласно Qobuz.

## Чарты
| Чарт (2015-16)                                      | Высшая позиция |
| --------------------------------------------------- | -------------- |
| Австралия (ARIA)                                    | 92             |
| Бельгия/Фландрия (Ultratip Bubbling Under)          | 4              |
| Бельгия/Валлония (Ultratip Bubbling Under)          | 29             |
| Канада (Billboard Canadian Hot 100)                 | 15             |
| Канада (Billboard AC)                               | 37             |
| Канада (Billboard CHR/Top 40)                       | 16             |
| Канада (Billboard Hot AC)                           | 16             |
| Чехия (Rádio — Top 100)                             | 43             |
| Чехия (Singles Digitál Top 100)                     | 12             |
| Дания (Tracklisten)                                 | 36             |
| Ирландия (IRMA)                                     | 51             |
| Израиль (Media Forest TV Airplay)                   | 5              |
| Италия (FIMI)                                       | 50             |
| Япония (Billboard Japan Hot 100)                    | 35             |
| Нидерланды (Dutch Top 40)                           | 26             |
| Нидерланды (Single Top 100)                         | 37             |
| Новая Зеландия (Recorded Music NZ)                  | 19             |
| Норвегия (VG-lista)                                 | 20             |
| Словакия (Rádio — Top 100)                          | 72             |
| Словакия (Singles Digitál Top 100)                  | 12             |
| Швеция (Sverigetopplistan)                          | 35             |
| Швейцария (Schweizer Hitparade)                     | 64             |
| Великобритания UK Singles (Official Charts Company) | 180            |
| США (Billboard Hot 100)                             | 30             |
| США (Billboard Adult Pop Airplay)                   | 36             |
| США (Billboard Dance Club Songs)                    | 6              |
| США (Billboard Dance/Mix Show Airplay)              | 30             |
| США (Billboard Pop Airplay)                         | 15             |

| Чарт (2015)                      | Позиция |
| -------------------------------- | ------- |
| Канада (Canadian Hot 100)        | 79      |
| Нидерланды (NPO 3FM)             | 99      |
| Чарт (2016)                      | Позиция |
| США Dance Club Songs (Billboard) | 48      |

## Сертификации
| Регион                                                                      | Сертификация  | Продажи   |
| --------------------------------------------------------------------------- | ------------- | --------- |
| Бразилия (ABPD)                                                             | 2× Платиновый | 120 000   |
| Канада (Music Canada)                                                       | 2× Платиновый | 160 000   |
| Дания (IFPI Danmark)                                                        | Платиновый    | 90 000    |
| Италия (FIMI)                                                               | Платиновый    | 50 000    |
| Новая Зеландия (RMNZ)                                                       | 2× Платиновый | 60 000    |
| Испания (PROMUSICAE)                                                        | Золотой       | 30 000    |
| Швеция (GLF)                                                                | Платиновый    | 40 000    |
| Великобритания (BPI)                                                        | Платиновый    | 600 000   |
| США (RIAA)                                                                  | 2× Платиновый | 2 000 000 |
| Данные о продажах + прослушиваниях приведены только на основе сертификации. |               |           |